# Landesstraße 35
Die Landesstraße 35 (auch L35) ist eine vom Schmidatal zur Brünner Straße führende Verkehrsverbindung in Niederösterreich.

## Verlauf
Die Straße zweigt nordöstlich von Sitzendorf an der Schmida von der Landesstraße 42 ab und passiert zunächst Sitzenhart und Mittergrabern, wo sie die Waldviertler Straße überquert, verläuft dann weiter nach Obersteinabrunn und Grund zur Weinviertler Straße und überquert knapp danach die Weinviertler Schnellstraße. Die L35 führt sodann weiter über Wullersdorf und Schalladorf nach Nappersdorf und Kammersdorf, wo sie die Landesstraße 25 kreuzt. Von Stronsdorf führt sie weiter nach Eichenbrunn, überquert die Laaer Straße und verläuft über Zwentendorf und Asparn an der Zaya nach Mistelbach, wo sie durch das Stadtzentrum führt. Sie endet nordöstlich von Wilfersdorf an der Brünner Straße.
Mit einer Länge von 62 Kilometer ist sie die längste Landesstraße Niederösterreichs.